# Voleibol de playa Copa Continental CSV 2014–2016
El Voleibol de Playa Copa Continental CSV 2014-2016 fue un evento de doble género de voleibol de playa. Los ganadores del evento se clasificaron para los Juegos Olímpicos de 2016.

## Masculino

### Fase 1
Los países se han dividido en cuatro grupos de tres equipos cada uno. Los ganadores de cada grupo clasifican directamente para la tercera fase del Voleibol de Playa Copa Continental CSV. El segundo y tercer equipos clasificados se mueven sobre la segunda fase del torneo.

#### Grupo A
| Fecha                  | Equipo | Resultado | Equipo           |
| ---------------------- | ------ | --------- | ---------------- |
| 31 de octubre de 2014  | Guyana | 0-4       | Guayana francesa |
| 1 de noviembre de 2014 | Brasil | 4-0       | Guayana francesa |
| 2 de noviembre de 2014 | Brasil | 4-0       | Guyana           |

#### Grupo B
| Fecha                       | Equipo    | Resultado | Equipo    |
| --------------------------- | --------- | --------- | --------- |
| 6 al 7 de diciembre de 2014 | Colombia  | 0-4       | Venezuela |
| 6 al 7 de diciembre de 2014 | Ecuador   | 0-4       | Colombia  |
| 6 al 7 de diciembre de 2014 | Venezuela | 4-0       | Ecuador   |

#### Grupo C
| Fecha                  | Equipo  | Resultado | Equipo  |
| ---------------------- | ------- | --------- | ------- |
| 4 de diciembre de 2014 | Bolivia | 0-4       | Chile   |
| 5 de diciembre de 2014 | Chile   | 4-0       | Perú    |
| 6 de diciembre de 2014 | Perú    | 0-4       | Bolivia |

#### Grupo D
| Fecha                   | Equipo    | Resultado | Equipo    |
| ----------------------- | --------- | --------- | --------- |
| 21 de noviembre de 2014 | Paraguay  | 0-4       | Argentina |
| 22 de noviembre de 2014 | Uruguay   | 4-0       | Paraguay  |
| 23 de noviembre de 2014 | Argentina | 3-1       | Uruguay   |

- Brasil, Venezuela, Chile y Argentina clasificaron para la ronda final

### Fase 2
El segundo y tercer equipos clasificados de la primera fase se ponen en dos grupos de cuatro equipos cada uno. Los dos mejores equipos de estos grupos califican ala tercera fase, uniéndose a los ganadores de grupo de la fase 1.

#### Grupo E
| Fecha                             | Equipo   | Resultado | Equipo   |
| --------------------------------- | -------- | --------- | -------- |
| 31 de julio - 2 de agosto de 2015 | Paraguay | 4-0       | Guyana   |
| 31 de julio - 2 de agosto de 2015 | Ecuador  | 2-3       | Perú     |
| 31 de julio - 2 de agosto de 2015 | Perú     | 3-2       | Paraguay |
| 31 de julio - 2 de agosto de 2015 | Ecuador  | 4-0       | Guyana   |
| 31 de julio - 2 de agosto de 2015 | Perú     | 3-1       | Guyana   |
| 31 de julio - 2 de agosto de 2015 | Ecuador  | 3-1       | Paraguay |

- Perú clasifica al grupo F

#### Grupo F
| Fecha                       | Equipo   | Resultado | Equipo           |
| --------------------------- | -------- | --------- | ---------------- |
| 4 al 6 de diciembre de 2015 | Uruguay  | 4-0       | Guayana francesa |
| 4 al 6 de diciembre de 2015 | Colombia | 4-0       | Bolivia          |
| 4 al 6 de diciembre de 2015 | Paraguay | 4-0       | Guayana francesa |
| 4 al 6 de diciembre de 2015 | Uruguay  | 2-0       | Guayana francesa |
| 4 al 6 de diciembre de 2015 | Paraguay | 3-1       | Colombia         |
| 4 al 6 de diciembre de 2015 | Bolivia  | 4-0       | Guayana francesa |
| 4 al 6 de diciembre de 2015 | Uruguay  | 3-1       | Paraguay         |
| 4 al 6 de diciembre de 2015 | Colombia | 4-0       | Guayana francesa |
| 4 al 6 de diciembre de 2015 | Colombia | 4-0       | Uruguay          |
| 4 al 6 de diciembre de 2015 | Bolivia  | 1-1       | Paraguay         |

- Colombia, Uruguay, Guayana francesa clasificaron para la ronda final

### Fase 3
Un total de seis países compitieron en la final del Voleibol de Playa Copa Continental CSV para ganar una plaza en  los Juegos Olímpicos de Río 2016.